# 毛坝镇 (紫阳县)
毛坝镇，是中华人民共和国陕西省安康市紫阳县下辖的一个乡镇级行政单位。
2015年，陕西省民政厅批复同意撤销联合镇，并入毛坝镇。

## 行政区划
毛坝镇下辖以下地区：
毛坝街道社区、染沟村、得胜村、瓦滩村、温家坪村、双新村、核桃坪村、鲁家村、快活村、竹山村、腰庄村、观音村、墙院村、鱼泉村、岔河村和干沙村。